# بنگله کریکی
بَنگَلهَ کِریکی (عمارت کریکی) مربوط به دوره قاجاریه-پهلوی است و در سه کیلومتری غرب شهر بستک، منطقه کریکی، شهرستان بستک، استان هرمزگان واقع شده است. این اثر در تاریخ ۱۷ خرداد ۱۳۸۵ با شمارهٔ ثبت ۱۵۳۹۱ به‌عنوان یکی از آثار ملی ایران به ثبت رسیده است.

## نگارخانه

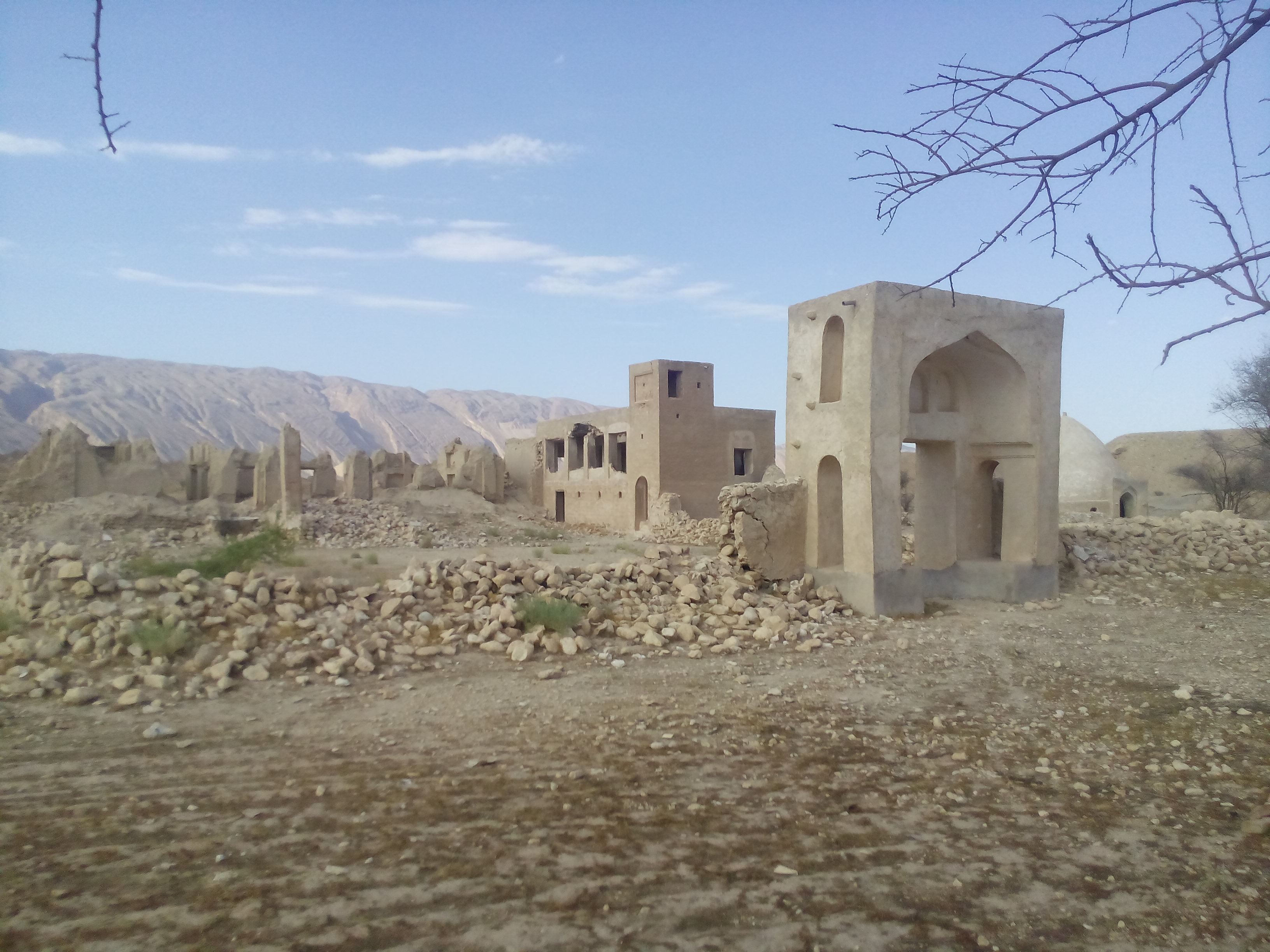
دورنمای بنگله
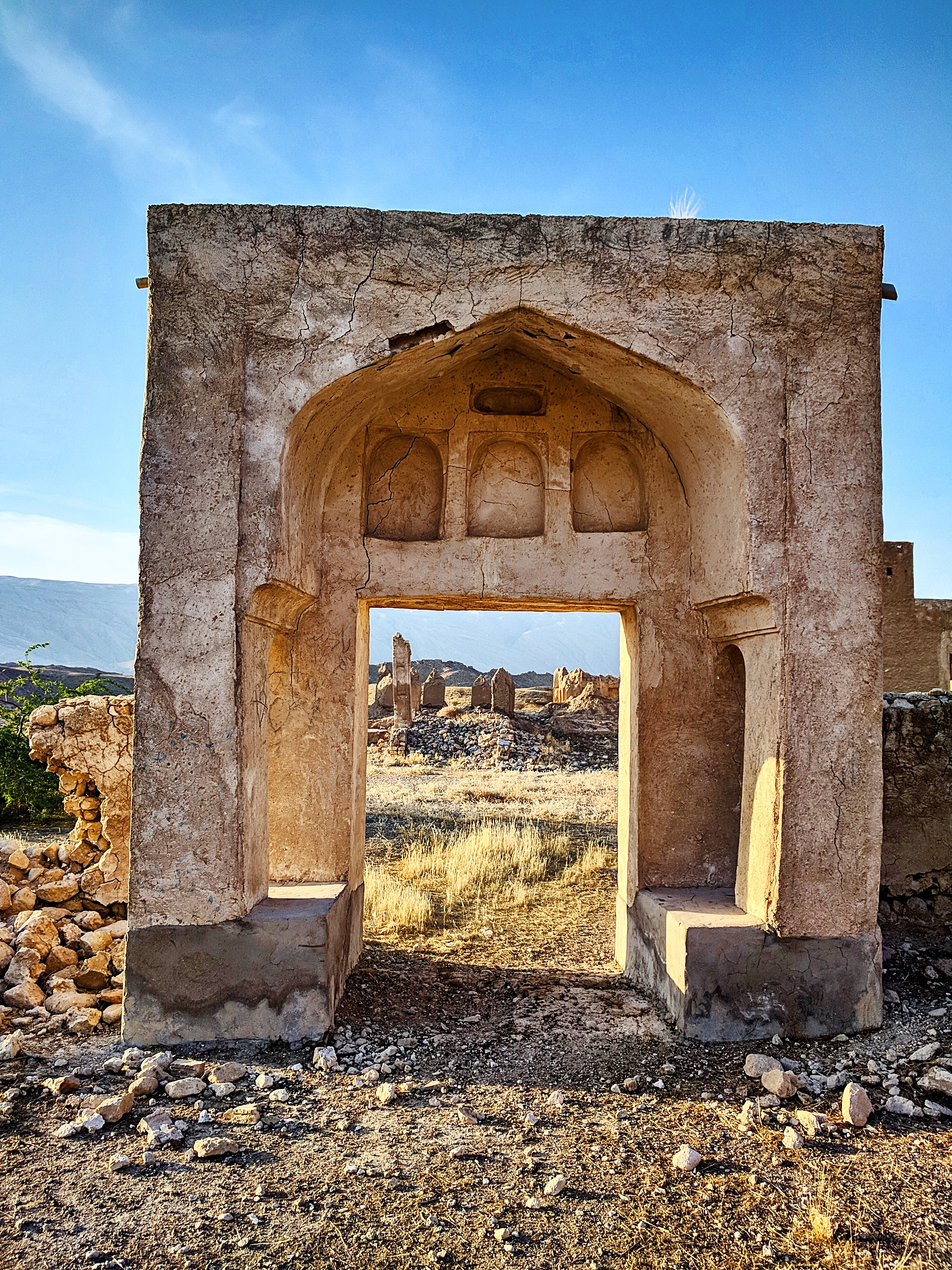
سردر ورودی